# Selhausen (Niederzier)
Selhausen ist der kleinste Ortsteil von Niederzier im Kreis Düren. Er liegt an der Landesstraße zwischen Krauthausen und Huchem-Stammeln. Am westlichen Ortsrand fließt die Rur vorbei.

## Geschichte
Ab 1794 stand das linke Rheinufer und somit auch Selhausen unter französischer Herrschaft. Von 1798 bis 1814 gehörte Selhausen zur Mairie Birkesdorf im Département de la Roer. In der Bevölkerungsliste des Jahres 1799 werden für Selhausen 41 Einwohner und ein Bestand von 10 Häusern ausgewiesen.
Am 1. Januar 1972 wurde Selhausen nach Niederzier eingemeindet, bis dahin gehörte es zum Amt Birkesdorf.

## Kapelle
Die Marienkapelle ist die römisch-katholische Filialkirche von Selhausen.

## Verkehr
Die nächste Autobahnanschlussstelle ist Düren an der A 4.
Die nächsten Bahnstationen sind der Bahnhof Düren an der Schnellfahrstrecke Köln–Aachen und ein eigener 1995 neu errichteter Haltepunkt der Bahnstrecke Jülich–Düren.
| Linie | Linienverlauf | Takt                                                                                  |
| ----- | --- | ------------------------------------------------------------------------------------- |
| RB 21 | Rurtalbahn: Linnich, SIG Combibloc – Tetz – Broich – Jülich An den Aspen – Jülich Nord – Jülich – Forschungszentrum – Selgersdorf – Krauthausen – Selhausen – Huchem-Stammeln – Im Großen Tal – Düren Stand: März 2022 | 30 min (HVZ) / 60 min (Linnich–Jülich Nord) 30 min / 60 min (SVZ) (Jülich Nord–Düren) |

Die AVV-Linien 223 und 234 von Rurtalbus bedienen den Ort mit einzelnen Fahrten. Bis zum 31. Dezember 2019 wurde die Linie 223 vom BVR Busverkehr Rheinland, die Linie 234 von der Dürener Kreisbahn betrieben.
| Linie | Verlauf |
| ----- | --- |
| 223   | (Huchem-Stammeln – Selhausen – Krauthausen –) Daubenrath – Selgersdorf – Altenburg – Jülich Bf/ZOB – Jülich Neues Rathaus – Walramplatz        |
| 234   | (Ellen – Oberzier – Niederzier – Hambach) / (Huchem-Stammeln – Selhausen) – Krauthausen – (Schophoven –) Merken – Inden/Altdorf (– Lucherberg) |

## Persönlichkeiten
- Heike Albrecht-Schröder (* 1991), Gehörlosensportlerin, wohnhaft in Selhausen